# 沃尔高·德奈什
沃尔高·德奈什（匈牙利語：Varga Dénes，1987年3月29日—），匈牙利男子水球运动员。他曾代表匈牙利参加2008年、2012年、2016年和2020年夏季奥林匹克运动会水球比赛，共获得一枚金牌和一枚铜牌。